# Pepito TV
Pepito TV es un personaje hecho por el actor chileno Fernando Alarcón, que parodiaba a los populares animadores de la década de 1980 en su país, tales como Enrique Maluenda (conocido por usar trajes coloridos, hábito que trajo de su época de presentador en Puerto Rico), Juan La Rivera, Antonio Vodanovic y Don Francisco. "Pepito TV" aparecía en la sección homónima (emulando un programa de televisión) del programa cómico chileno Jappening con Ja. 
Alarcón también realizó este personaje en varios programas cómicos, y en dos programas propios, con el nombre de El show de Pepito TV. La primera versión en TVN entre 1978 y 1980, como parte del programa Domingos dominicales y una versión posterior por Canal 13 emitida en horario estelar a finales 2001, la cual destacó por ser un rotundo fracaso.

## Chistes frecuentes
- En los primeros años del programa, la participante más frecuente era una joven de pocas luces llamada Jacqueline Bisset Onassis (Gloria Benavides), quien pese a todo siempre buscaba ganar algún premio. Por lo general, Pepito no escondía su descontento por el hecho de que la concursante siempre fuese escogida.
- "Pepito TV" se refería a Don Francisco como "El guatón copión" cada vez que un participante de su concurso le recordara que había visto el concurso en "otro programa", siempre aludiendo a Sábados gigantes.
- La modelo del programa, "Pindy" (interpretada por Maitén Montenegro y por Javiera Contador en la versión de 2001), se cruzaba frecuentemente por la cámara, tapando al animador, quien termina reprendiéndola.
- Uno de los supuestos auspiciadores del programa era "Gargarín", que si bien hacía referencia a Listerine, este era un jarabe promocionado "Pity" y "Poty" (interpretadas por Jorge Pedreros y Eduardo Ravani, respectivamente), quienes cantaban el recordado jingle, "Para la garganta Gargarín, despejará tus bronquios (...)", mientras hacían gárgaras con el producto.
- Durante los años 1980, uno de los concursantes habituales era Jacinto Pacheco (Jorge Pedreros), un hombre de aspecto enfermizo quien siempre terminaba dentro de una lavadora.

## Momentos memorables
- En una ocasión se abre una de las puertas, y aparece Mario Kreutzberger, "Don Francisco". La presencia del animador de Sábados gigantes termina perturbando al presentador.[cita requerida]
- Durante el período de mayor rivalidad de los animadores de televisión Enrique Maluenda (del Festival de la Una, TVN) y José Alfredo "El Pollo" Fuentes (de Éxito, Canal 13), ambos aparecen en el skecth con heridas, simulando haber tenido una pelea entre ellos.[cita requerida]
- En otra ocasión aparecen en una de las puertas los cantantes Zalo Reyes y Luis Dimas, a quienes se atribuía una supuesta rivalidad.[cita requerida]